# Vossem
Vossem – dzielnica (deelgemeente) gminy Tervuren w Belgii, w Regionie Flamandzkim, w prowincji Brabancja Flamandzka, w okręgu Leuven. 1 stycznia 2020 roku liczyła 1767 mieszkańców. Do 31 grudnia 1976 samodzielna gmina. Leży w dolinie rzeki Voer, która jest dopływem rzeki Dijle. Znajduje się tutaj mały rezerwat przyrody Twaalf Apostelenbos (pl. Las Dwunastu Apostołów). 